# Balmaco
Balmaco (em grego: Βαλμάχ; romaniz.: Balmách) foi um huno do século VI. Foi um dos três líderes das forças de mercenários sabires que serviram com o exército bizantino em Lázica em 556. Seus companheiros eram Cutilzis e Ilígero. Segundo Peter Benjamin Golden, seu nome deriva do turcomano barmaq, "dedo".